# 安纳斯塔西奥·索摩查·德瓦伊莱
安纳斯塔西奥·索摩查·德瓦伊莱（西班牙語：Anastasio Somoza Debayle，發音：[anasˈtasjo soˈmosa ðeˈβajle]；1925年12月5日—1980年9月17日），尼加拉瓜总统，安纳斯塔西奥·索摩查·加西亚次子，索摩查家族最后一任独裁者，1965年至1979年间統治尼加拉瓜。1979年被桑地诺民族解放阵线推翻后流亡国外，次年在巴拉圭首都亚松森居所附近被刺杀。

## 背景
其父安纳斯塔西奥·索摩查·加西亚掌握尼加拉瓜国民警卫队，1936年在美国支持下建立了索摩查家族的独裁统治。
索摩查·德瓦伊莱在美国陆军军官学校毕业，回国后进入国民警卫队。
1956年其兄路易斯·索摩查·德瓦伊莱继任总统，他则担任国民警卫队总司令。

## 掌權
路易斯·索摩查1963年心脏病发作去世后，他则在幕后掌控国家，帮助美国入侵古巴猪湾和1965年武装干涉多米尼加共和国。1967年成为总统，期间制定卫生和教育计划，促进工农业现代化，改善了国家经济状况，人均收入增加8%。
1972年首都马那瓜大地震，国民警卫队掠夺贪污国外的支援物资、捐款的大部分，造成民众的激烈愤慨。
1974年美國總統尼克松因水門事件下台后，索摩查失去了最有力的支持者。11月，索摩查以“不诚实竞争”的办法再度当选为总统，为了镇压民众反抗，他宣布戒严令，在全国实行紧急状态和新闻管制法，并逮捕了数千人。在与桑地诺民族解放阵线的战争中，国民警卫队造成数千农民失踪死亡。一些有良知的教会人士将3000多失踪者名单连同警卫队践踏人权的罪行印发国外，引起国际社会、美国政府及国会重视。1975年华盛顿撤换了驻马那瓜大使，《纽约邮报》发表了安德森揭露索摩查黑暗统治的连载文章，指责他是“世界上最贪婪的暴君”。翌年白宫又进一步阻止泛美开发银行原定向尼加拉爪提供的一笔重要贷款。
1977年吉米·卡特入主白宫后，美国停止了对索摩查独裁政权的公开援助并增加了和以保守党领袖佩德罗·华金·查莫罗为首的反对派的来往，索摩查被迫作出改善国内人权状况的姿态，9月恢复宪法基本权利保障，取消了戒严令、紧急状态和新闻检查法，以制造国内政治形势稳定的假象，争取白宫继续给予经济援助和政治支持。

## 下台和流亡
1978年1月10日，索摩查指使他的长子索摩查·波托卡雷罗少校买通杀手，暗杀刚从美国访问归来的解放民主联盟主席、著名的反对派领袖佩德罗·华金·查莫罗。查莫罗的死造成尼加拉瓜严重的骚乱，索摩查政府采取了进一步的暴力镇压和重新审查戒严。7月，尼加拉瓜各政党和团体联合组成反对派广泛阵线，并在桑解阵线的军事压力下，索摩查在7月26日心脏病突发，被送往美国迈阿密治疗，国内由一个6人小组临时代管。
桑解阵线逐渐取得军事胜利，在美国和美洲国家组织的压力下，索摩查同意辞职。
1979年7月14日索摩查与美国达成包括安排停火，在辞职赴美流亡72小时内将权力转交临时政府执委会的协议，并正式向美国递交了辞职书。17日晨，索摩查率领家人亲信乘坐柯蒂斯C-46运输机逃离尼加拉瓜，飞往迈阿密，但卡特总统拒绝他流亡的请求。后来他躲在巴拉圭，在亚松森买了一个农场和一个封闭的房子。
1979年，巴西报纸《Gazeta Mercantil》估计索摩查家族的财富达20亿美元和40亿美元之间，安纳斯塔西奥·索摩萨及其同党拥有10亿美元。

## 遇刺
1980年9月17日，一个桑解阵的七人特种兵团队（四男三女）用RPG-7火箭将他伏击暗杀，索摩查与他的财务顾问，哥伦比亚人Jou Baittiner和他的新司机塞萨尔·盖拉多当场死亡。索摩查的身体被炸得面目全非，法医只能透过他的脚确定他的身份。

## 延伸阅读
- Alegria, Claribel, and Flakoll, Darwin J. Death of Somoza. Curbstone Press, 1996.
- Berman, Karl. Under the Big Stick: Nicaragua and the United States Since 1848. South End Press, 1986.
- Booth, John A. The End And The Beginning: The Nicaraguan Revolution. Westview Press, 1985.
- Booth, John A. and Thomas W. Walker. Understanding Central America. Westview Press, 1999.
- Christian, Shirley. Nicaragua: Revolution in the Family. Vintage, 1986.
- Crawley, Eduardo. Dictators Never Die: Nicaragua and the Somoza Dynasty. Palgrave Macmillan, 1979.
- Diederich, Bernard. Somoza and the Legacy of U.S. Involvement in Central America. Markus Wiener Publishers, 2007.
- Dillon, Sam. Comandos: The CIA and Nicaragua's Contra Rebels. Henry Holt & Co, 1992.
- Kinzer, Stephen. Blood of Brothers: Life and War in Nicaragua. David Rockefeller Center for Latin American Studies, 2007.
- Lake, Anthony. Somoza Falling: A Case Study of Washington at Work. 马萨诸塞州大学出版社, 1990.
- Leiken, Robert S. (ed.) and Barry M. Rubin (ed.). The Central American Crisis Reader. Summit Books, 1987.
- Merrill, Tim (ed.). Nicaragua: A Country Study. Federal Research Division Library of Congress, 1995.
- Millett, Richard. Guardians of the Dynasty. Orbis Books, 1977.
- Norsworthy, Kent and Tom Barry. Nicaragua: A Country Guide. Inter-Hemispheric Education Resource Center, 1990.
- Pastor, Robert A. Condemned to Repetition: The United States and Nicaragua. Princeton University Press, 1987.
- Persons, David E. A History Of The Nicaraguan Contras. Stephen F. Austin State University, 1988.
- Pezzullo, Lawrence and Ralph Pezzullo. At the Fall of Somoza. University of Pittsburgh Press, 1994.
- Rees, John (ed.). Ally Betrayed...Nicaragua. Western Goals, 1980.
- Somoza, Anastasio (as told to Jack Cox). Nicaragua Betrayed. Western Islands, 1980.
- Towell, Larry. Somoza's Last Stand: Testimonies from Nicaragua. Red Sea Press, 1990.
- Walker, Thomas W. Nicaragua: Living in the Shadow of the Eagle. Westview Press, 2003.
- Zimmermann, Matilde. Sandinista: Carlos Fonseca and the Nicaraguan Revolution. Duke University Press, 2001.